# Villaggio del Pescatore
Villaggio del Pescatore (Ribiško Naselje in sloveno) è un piccolo centro turistico e residenziale posto nel comune di Duino-Aurisina, nel suo perimetro si trova un importante geosito di interesse paleontologico. È costituito da un nucleo di abitazioni recenti poste lungo un porto-canale creato nei pressi delle foci del fiume Timavo. Vi è un'ampia zona sportiva ("Centro Sportivo San Marco") dedicata al calcio, al tennis, alla vela, ai catamarani e al canottaggio.

## Storia
L'insediamento è relativamente recente. Infatti venne costruito tra il 1951 e il 1952, nei pressi del cosiddetto Val Catino (Valcain), ora Bocadin (Bokadin), delimitato a ovest dalla barra di foce (scano di sabbia) del fiume Timavo, per dare asilo a 40 famiglie di pescatori esuli giuliani e dalmati provenienti dai territori ceduti alla Jugoslavia. Costruito su un terreno di 12 ettari, furono edificati in origine 10 edifici posti ad anfiteatro. In principio vi si trasferirono 35 famiglie di pescatori, quattro di agricoltori e un cappellano. Inizialmente dedicato a uno dei santi patroni delle città istriane come gli altri borghi costruiti per i profughi istriani (precisamente "Villaggio San Marco"), solo successivamente ottenne la denominazione attuale italiano / slovena.
A partire dagli anni novanta alle famiglie d'esuli e di loro discendenti che inizialmente furono gli unici residenti del borgo si sono affiancati nuovi residenti. Al giorno d'oggi la popolazione del Villaggio del Pescatore ha raggiunto la cifra di 304 abitanti (5 di essi sono stranieri)

## Area paleontologica
Nel 1994, nella parte vicina alla ex-cava Sertubi, è stato rinvenuto uno dei più importanti giacimenti di resti di dinosauri d'Italia. In particolare è stato recuperato lo scheletro di un adrosauride, Tethyshadros insularis, soprannominato amichevolmente "Antonio" e altri resti isolati di fossili di dinosauri appartenenti alla stessa specie: una coppia di arti anteriori, un pube, una vertebra cervicale, un cranio completo deformato, una costola dorsale. Le rocce calcaree contenenti le ossa di dinosauri hanno un'età compresa tra il Campaniano superiore ed il Maastrichtiano inferiore e si trovano all'interno della Formazione Liburnica. I macrofossili sono stati conservati all'interno di una litofacies a "laminiti" ovvero da calcari strutturati a sottili lamine millimetriche di livelli più scuri pregni di sostanze organiche e più chiari di fanghi carbonatici alternati tra loro. Durante gli scavi del giacimento paleontologico è stato rinvenuto all'interno di un blocco di roccia anche uno scheletro parziale articolato di un altro dinosauro che è stato chiamato "Bruno". Oltre a questi reperti sono stati ritrovati 250 fossili, tra questi alcuni resti del coccodrillo primitivo Acynodon, un osso metacarpale di pterosauro, svariati gamberi, numerosi pesci interi e disarticolati, rari foraminiferi, ostracodi e un rametto di conifera.
Di recente è stato firmato un accordo di programma per la valorizzazione e lo sviluppo di questo sito paleontologico.